# ゾウムシ

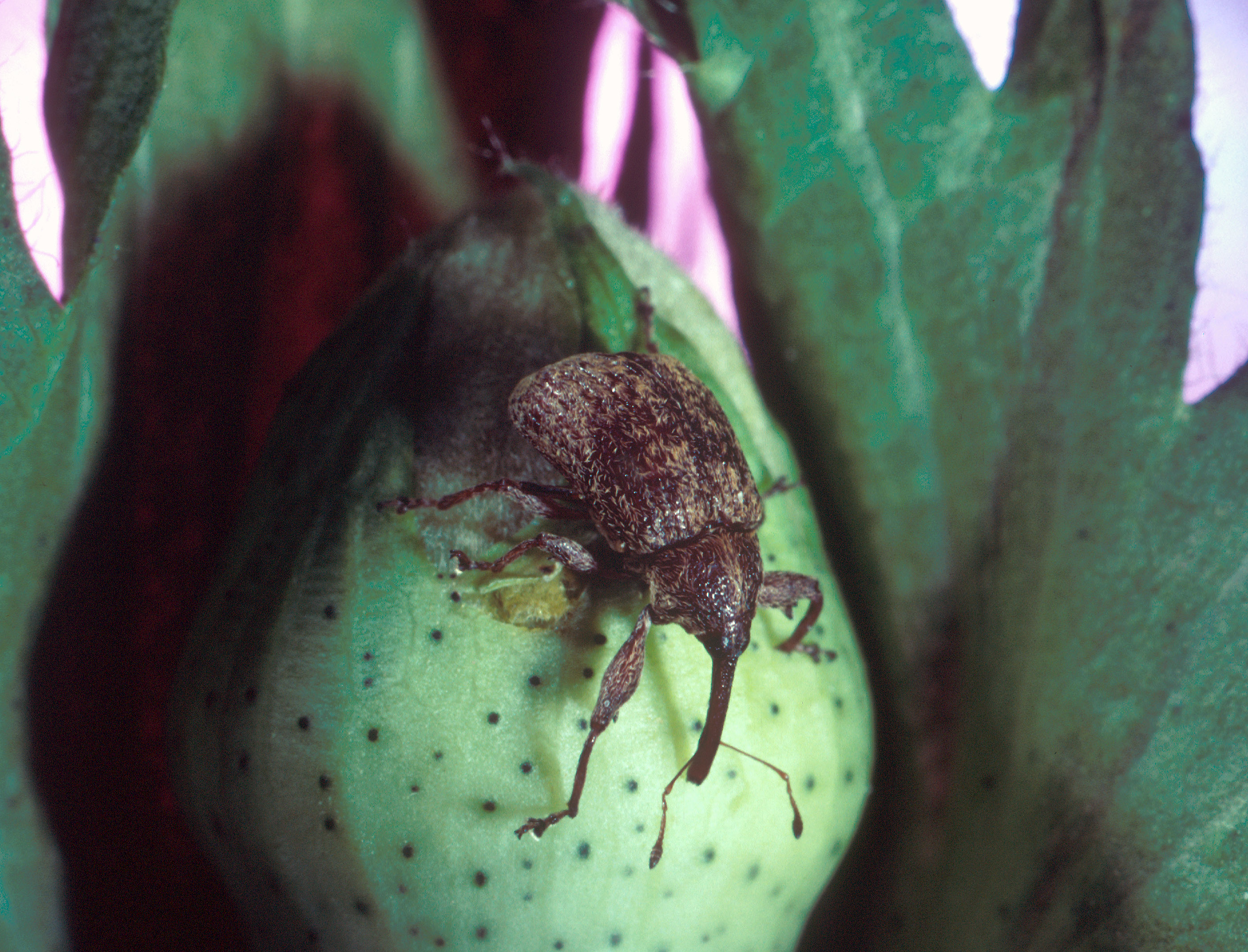
綿花に付くワタミハナゾウムシ（英名Boll weevil） Anthonomus grandis

ゾウムシ（象虫）は、甲虫類のグループの一つ。狭義のゾウムシはゾウムシ科やオサゾウムシ科などに分類される甲虫の総称だが、広義のゾウムシはコウチュウ目（鞘翅目）・ゾウムシ上科（Curculionoidea）に分類される昆虫を指す。口部が伸びた形をゾウに見立てての名であるが、いわゆるゾウムシらしい体型をしていないオトシブミやキクイムシなども含まれる。
分類上はカミキリムシやハムシといったハムシ上科に近縁で、植物食によく適応した群である。種名のあるものだけで日本で1,000種以上、全世界では約6万種ともいわれ、多種多様な甲虫類の中でも特に大きなグループである。
アズキゾウムシなどのマメゾウムシ科は名前に「ゾウムシ」とあり、かつては近いものとされていたが、現在ではハムシ上科に分類されておりゾウムシ上科からは外れている。マメゾウムシ科はハムシ科・マメゾウムシ亜科とされることもある。

## 概要
成虫の体長は数 mmから数 cmくらいの小型の甲虫である。丸みを帯びた体表は、硬くて頑丈な外骨格に覆われている。頭部から吻（口先）が長く伸び、その先に口を持つ種類が多く、和名の「象虫」はこれを象の鼻に見立てたところに由来する。この口吻は植物組織に穿孔して産卵するのに適応した器官であるが、二次的にこうした産卵習性を失って口吻が短く退化したものも存在する。動きは遅いが頑丈な外骨格で身を守り、敵に出会うと擬死（死んだふり）をすることが多い。
一部のゾウムシは、外骨格の形成に必要なチロシンを体内の共生細菌ナルドネラに生産させている  。
幼虫・成虫とも、すべての種類が植物食で、食物とする部位は葉や髄、花、樹液、果実、朽木、種子など種類によって異なる。成虫が植物組織に口吻で穿った孔に産みつけられた卵から孵化した幼虫が、そのまま穿孔生活に移るものが多く、中には虫こぶを形成するものもある。こうした丁寧な産卵習性のため、大型の卵を少数産卵するものが多いが、コフキゾウムシやシロコブゾウムシといったゾウムシ科の短吻群と呼ばれるグループは二次的に口吻が退化して太く短くなり、小さな卵を多量に土壌中に産み落とし、幼虫は自由生活をする。中には食害で農作物に重大な被害をおよぼす害虫となるものもいる。
森林や草地に多くの種類が生息するため、木の枝の下に布を広げて枝を叩くと、多くのゾウムシが落ちてくる。夜間に灯火へ飛来する種類も多い。コクゾウムシなど、穀物の貯蔵庫に生息する種類もいる。

## おもな種類

### ミツギリゾウムシ科 Brentidae
アリモドキゾウムシ Cylas formicarius (Fabricius, 1798)
トカラ列島以南に分布。サツマイモなどを食害する害虫のため、分布域から日本本土へのヒルガオ科植物の持ち込みは禁止されている。

### ヒゲナガゾウムシ科 Anthribidae
キノコヒゲナガゾウムシ Euparius oculatus oculatus (Sharp, 1891)
体長6 - 10 mmほど。和名のとおりキノコを食べる。北海道から台湾まで分布する。

### ゾウムシ科Curculionidae
カツオゾウムシ Lixus impressiventris Roelofs, 1873
ほぼ日本全国に分布し、ヨモギなどが生えた草地に生息する。成虫の地の体色は黒褐色だが、全身に褐色の粉を吹いている。
オジロアシナガゾウムシ Mesalcidodes trifidus (Pascoe, 1870)
体長は6 - 10 mmほど。胸と腹部後半部が白く、他は緑黒色をしている。目立つ体色に見えるが、これは鳥類の糞に似せた保護色で、さらに敵に出会うと擬死も行う。日本から台湾まで分布し、クズを食草とする。
クリシギゾウムシ (Chestnut weevil) Curculio sikkimensis (Heller, 1927)
体長は6 - 10 mmほど。体色が褐色で、吻が非常に細長いのが特徴。クリの実やドングリに吻で穴を開けて産卵する。「クリの中に虫が入っている」というのは、ほぼこのゾウムシによるものである。
ホウセキゾウムシ
マダラアシゾウムシ
ヒメシロコブゾウムシ
イネミズゾウムシ

### オサゾウムシ科 Rhynchophoridae
コクゾウムシ Sitophilus zeamais Motschulsky, 1855
コクゾウともいう。体長2 mmほどの小型のゾウムシで、前翅に小さな4つの点がある。世界中に分布し、貯蔵した米を食い荒らす害虫である。
オオゾウムシ Sipalinus gigas (Fabricius, 1775)
体長12 - 25 mmほどの大型のゾウムシ。成虫の体色は褐色だが、羽化から日がたつと黒ずんでくる。幼虫は木材を食べ、成虫は樹液に集まる。東南アジアから日本まで広く分布し、日本在来のゾウムシでは最大の種類。
ヤシオオオサゾウムシ Rhynchophorus ferrugineus (Olivier, 1790)
成虫の体長は30 - 40 mmほどに達し、橙色と黒の鮮やかな体色である。幼虫はヤシ科植物の成長点付近の組織を食べて成長し、多数の幼虫に組織を食い荒らされたヤシは枯れてしまう。東南アジア原産だが、20世紀末頃から南日本に進出して分布を広げている外来種である。ヤシ科植物の伝染病を媒介する可能性も指摘されている。